# Crkva sv. Benedikta (Veliki Komor)
Crkva sv. Benedikta  je rimokatolička crkva u mjestu Veliki Komor, općini Mače zaštićeno kulturno dobro.

## Opis dobra
Jednobrodna crkva sv. Benedikta smještena je na platou brijega povrh naselja Veliki Komor, općina Mače. Tlocrtnu osnovu crkve čine zvonik ispred glavnog pročelja, pravokutna lađa, izduženo svetište s poligonalnim zaključkom, sakristija i poligonalno zaključena bočna kapela uz sjeverni zid. Crkva se prvi put u povijesnim izvorima spominje 1661. g. Godine 1721. dozidana joj je bočna kapela sv. Trojstva, a početkom 19. st. temeljito je obnovljena. Crkveni inventar pripada razdoblju od 17. do 19. st. S karakteristikama barokne sakralne arhitekture, odraz je nastojanja domaćih majstora u prihvaćanju tada aktualnih stilskih elemenata.

## Zaštita
Pod oznakom Z-2841 zavedena je kao nepokretno kulturno dobro - pojedinačno, pravnog statusa zaštićena kulturnog dobra, klasificirano kao "sakralna graditeljska baština".